# Radvan
Radvan je rybník na Křešickém potoce nedaleko obce Čeňovice v okrese Benešov. Radvan se nachází na jižní hranici Čeňovic. Po jeho hrázi vede silnice spojující Čeňovice s vesnicemi Střížkov a Jezero. Je také posledním rybníkem ze sedmi, které jsou rozmístěny na horním toku Křešického potoka. Ten pramení v lese jihovýchodně od Jezera při silnici číslo 111, prochází několika většími a menšími rybníky a následně se vlévá do Radvana.
Poblíž rybníka se mezi dvěma lipami nalézá zahloubená kaplička.

## Popis
Radvan je rybník střední velikosti. Šířka hráze činí téměř 130 metrů a délka pak 175 metrů. Tvarem připomíná hrušku. Rozloha rybníka je 1,3 ha. Celkový objem činí 26,0 tis. m³. Retenční objem činí 11,0 tis. m³. Přítok a odtok jsou středem hráze, přepad je v její pravé části. Jelikož se jedná o rybník pro chov ryb, není příliš hluboký. Hráz zpevňují mladé vrby, stejně jako okolní břehy. V rybníce roste orobinec a žijí nejrůznější živočichové, počínaje drobným hmyzem, přes žáby až po kachny a labutě.